# Fany Hausmann
Franziska Maria Elisabeth Haussmann, bolj znana kot Fany Haussmann oziroma Fanny Haussmann, domnevno prva slovenska pesnica nemškega rodu, * 15. april 1818, Bruck an der Mur, † 4. april 1853, Dobriša vas, Žalec.

## Življenje
Bila je edinka Josepha Ludwiga Haussmanna, lastnika graščin Landskron v Brucku in od 1835 Novo Celje pri Žalcu, ki ni bil plemič. Njena mati Elise je bila hči Josepha Franza Pretterhoferja, cesarsko-kraljevega poštarja v Neunkirchnu blizu Dunaja, in njegove žene Franziske. O letih odraščanja je komaj kaj znanega. Starši so ji zelo verjetno omogočili dobro izobrazbo v Brucku in na Dunaju, vendar niso znani podatki o šolah in učiteljih.  
Prvih slovenskih besed naj bi jo bila naučila mati, govoriti pa je znala tudi angleško in francosko. Da je imela širšo izobrazbo, ki ni bila le nemška in katoliška, pričajo njeni pesniški motivi iz grško-latinske ("Lyra" v Umirajočem pesniku), judovske (Ahasfer ali "Večni Jud" v Potniku) in angleške literature (prizor zapuščenega dekleta ob potoku v Vencu vsušenem spominja na Ofelijinega v Shakespearovem Hamletu). Haussmannova se je preselila v Dobrišo vas okoli leta 1835, ko je njen oče kupil v tej vasi graščino Novo Celje. V novi domovini je vzljubila slovenske pesmi. Sodelovala naj bi pri domačih družabnih prireditvah, kot je bila leta 1842 po blagoslovitvi Zlatega križa na graščini veselica z gledališko predstavo in svečanim plesom. Besedila njenih pesmi so največkrat v dramskim podobnih dialogih in monologih.
O njenem življenju po letu 1849, ko ni več objavljala, je znanih le nekaj podrobnosti. Ker je nekajkrat na teden hodila obiskovati svojega očeta v ječo, si je nakopala jetiko. Aprila 1853 je napisala oporoko, v kateri je vse zapustila očetu in cerkvi. Pokopana je bila v Žalcu, dva meseca kasneje pa prekopana v grobnico plemičev Haussmann. Sedanji grob se nahaja v grobnici pod prezbiterijem v Baziliki Marijinega obiskanja, Petrovče.

## Delo
Pesmi je začela objavljati ob revoluciji, leta 1848, v liberalnih Celjskih slovenskih novinah, ki so bile pod močnim vplivom svobodomiselnih dunajskih meščanskih demokratov. Glavni vzor ji je bila antična grška pesnica Sapfo. O slovanskih literaturah sta ji lahko marsikaj povedala vsaj dva znanca: [Jožef Ulaga (1815-1892)|[Jožef Ulaga]], ki je sestavljal ilirsko-slovenski slovar, in Dunder, ki je raziskoval slovanske književnosti. Po prvi pesniški objavi Haussmannove leta 1848 je politik in pesnik Lovro Toman v Sloveniji in Celjskih slovenskih novinah objavil hvalnico Pervi slovenski pesnici Fani Hausman. 
Haussmannova se je gotovo zgledovala pri nemški poeziji, saj jo je najbolje poznala. Zunajliterarne podlage njenih pesniških motivov pa so največkrat povezane s tedanjimi dogodki na Slovenskem, npr. z odhajanjem vojakov na italijansko bojišče leta 1848 (Vojaka Izhod), ilirskim gibanjem (Hervatov Zvezda), propadom fevdalnega Novega Celja ob revoluciji 1848 (Moje drago) in Prešernovo smrtjo (Umirajoči pesnik). Pesnico so podpirali tudi drugi sodelavci Celjskih slovenskih novin, npr. založnik in tiskar Janez Jaretin ter publicist in celjski zdravnik Jožef Šubic. Kot pesnica se je Haussmannova uvedla s pomočjo Valentina Konška, ki je objavil skoraj vse njene peesmi in jih tudi lektoriral. 
Ker pa je pesnica s slovenskimi izobraženci govorila nemško, kot so se pogosto pogovarjali tudi med sabo, je potrebno razumeti tudi izjavo zgodovinarja Ignaca Orožna (od leta 1842 do 1844 duhovnik v Žalcu, nato 10 let v Celju), da Fanny Haussmann ni znala govoriti slovensko. S tem se odpirajo vprašanja o avtorstvu njenih izdelkov, saj Orožen trdi, da pesem, ki se nahaja pod njenim imenom, ni njen izdelek, temveč le izposojen. Haussmannova se je namreč začela učiti knjižne slovenščine šele okoli leta 1844, ko je prišel v Žalec duhovnik Ulaga, v narečni slovenščini pa se z izobraženci ni želela pogovarjati. O tem, ali jo je Orožen dobro poznal tudi po letu 1844, ni znano. 
Pesnica naj bi se močno navduševala nad Prešernom, o čemer priča tudi njena pesem z naslovom Umirajoči pesnik, ki jo je objavila v letu njegove smrti.
V pesmih Fanny Haussmann smo soočeni z "romantiko, ki miselno prehaja s svojo poznejšo fazo" (Grdina 1992: 81–83). V knjigi Vladarji, lakaji, bohemi (2011) je Grdina oblikoval tezo, da je avtor pesmi, podpisanih s Fany Hausmann, celjski zdravnik, liberalni rodoljub in prevajalec Jozhef Shubic. O Fanny Haussmann je pisal tudi publicist Leopold Lenard, ki je objavil monografijo Fany Hausmanica.

## Izbrana bibliografija
- Meta Rainer, Fran Erjavec, Pavel Flere. Dama v črnem: Fany Hausmann. Ljubljana: Karantanija, 1998. (COBISS)
- Fany Hausmann. Fanice Hausmanove, prve pesnice slovenske, pesmi. Krško: samozaložba, 1926. (COBISS)
- Fany Hausman. Umirajoči pesnik. Revija SRP: svoboda, resnica, pogum. 93/94, 2009. 4-5. (COBISS)